# 10770 Belo Horizonte
10770 Belo Horizonte este un asteroid din centura principală de asteroizi.

## Descriere
10770 Belo Horizonte este un asteroid din centura principală de asteroizi. A fost descoperit pe 15 noiembrie 1990 la Observatorul La Silla de Eric Walter Elst. Asteroidul prezintă o orbită caracterizată de o semiaxă mare de 3,07 ua, o excentricitate de 0,11 și o înclinație de 9,4° în raport cu ecliptica.